# Mulgrave
Mulgrave (pierwotnie McNair’s Cove, następnie Wylde’s Cove, 1859–1897 Port Mulgrave) – miasto (town) w kanadyjskiej prowincji Nowa Szkocja, w hrabstwie Guysborough, nad cieśniną Strait of Canso, podjednostka podziału statystycznego (census subdivision). Według spisu powszechnego z 2016 obszar miasta wynosił 17,83 km², który zamieszkiwały wówczas 722 osoby (gęstość zaludnienia 40,5 os./km²).
Miejscowość, która pierwotnie nosiła miano McNair’s Cove, a następnie Wylde’s Cove, w 1859 została nazwana Port Mulgrave albo na cześć Constantine’a Phippsa, drugiego hrabiego Mulgrave, albo na cześć jego syna, gubernatora Nowej Szkocji George’a Phippsa, trzeciego hrabiego Mulgrave. Urząd pocztowy pod obecną nazwą (Mulgrave) utworzono w 1897, łącząc dwa wcześniejsze (otworzony w 1860 Port Mulgrave i otworzony w 1893 Port Mulgrave Station), w 1923 miejscowość otrzymała status miasta (town).